# Germain Dzabana
Germain Dzabana   (Brazzaville, 11 de desembre de 1944 - 12 d'agost de 1974), anomenat Jadot, fou un futbolista de la República del Congo de la dècada de 1960.
Fou internacional amb la selecció de futbol de la República del Congo amb la qual participà a la Copa d'Àfrica de 1968. Pel que fa a clubs, destacà a Diables-Noirs de Brazzaville.